# Список українських філософів

## А
- Алексюк Анатолій Миколайович
- Андрущенко Віктор Петрович

## Б
- Багалій Дмитро Іванович
- Бажан Микола Платонович
- Баллін Микола Петрович
- Баумейстер Андрій Олегович
- Бекешкіна Ірина Ериківна
- Бистрицький Євген Костянтинович
- Бичко Ігор Валентинович
- Бугров Володимир Анатолійович

## В
- Паїсій Величковський
- Вернадський Володимир Іванович
- Верніков Марат Миколайович [1]
- Висоцька Ольга Євгенівна
- Володимир Мономах
- Іван Вишенський
- Воєводін Олексій Петрович

## Г
- Іоанікій Галятовський
- Гіляров Олексій Микитович
- Сильвестр Гогоцький
- Олег Гуцуляк
- Голубович Інна Володимирівна[2]

## Д
- Данило Заточник
- Дерев'янко Костянтин Васильович
- Димерець Ростислав
- Довгович Василь
- Дмитро Донцов
- Драгоманов Михайло Петрович
- Дрогобич Юрій

## З
- Василь Зеньківський

## Є
- Євшан Микола
- Єрмоленко Володимир

## І
- Іларіон Київський
- Іщенко Микола Павлович

## К
- Карась Анатолій Федосович
- Кавецький Ростислав Євгенович
- Кебуладзе Вахтанґ
- Кістяковський Богдан Олександрович
- Георгій Кониський
- Копнін Павло Васильович
- Микола Костомаров
- Кралюк Петро Михайлович
- Кремень Василь Григорович
- Кульчицький Олександр
- Кримський Сергій Борисович
- Кучер Павло Іванович

## Л
- Ланґе Микола Миколайович
- Лесевич Володимир Вікторович
- Петро Лодій
- Лютий Тарас

## М
- Петро Могила
- Матковська Ірина Яківна

## Н
- Наконечний Андрій Романович
- Новицький Орест Маркович

## О
- Омеляновський Михайло Еразмович
- Онищенко Олексій Семенович
- Станіслав Оріховський-Роксолан

## П
- Павло Русин
- Попович Мирослав Володимирович
- Феофан Прокопович
- Пасько Ігор Трохимович
- Пасько Ярослав Ігоревич

## Р
- Роженко Микола Маркович (1936)
- Рубінштейн Сергій
- Руденко Микола Данилович

## С
- Семковський Семен
- Сковорода Григорій Савович

## Т
- Терентьєва Людмила Миколаївна[3]

## У
- Уйомов Авенір Іванович

## Х
- Хамітов Назіп Віленович

## Ф
- Федоренко Євген Григорович
- Людвік Флєк
- Іван Франко

## Ч
- Челпанов Георгій
- Чижевський Дмитро

## Ш
- Шаян Володимир Петрович
- Шинкарук Володимир
- Шлемкевич Микола
- Шрамко Ярослав
- Шевченко Тарас Григорович

## Ю
- Юринець Володимир
- Юрій Дрогобич
- Юркевич Памфил

## Я
- Яворський Стефан
- Ярема Яким

| Аристотель | Це незавершена стаття з філософії. Ви можете допомогти проєкту, виправивши або дописавши її. |